# يوهان رودولف غلاوبر
يوهان رودولف غلاوبر (بالألمانية: Johann Rudolf Glauber) (ولد 1604- 10 مارس 1670) خيميائي ألماني - هولندي وكيميائي.

## الابتكارات الكيميائية وإسهاماته في الصناعة الكيميائية المبكرة
يُعتبر يوهان رودولف غلاوبر من أوائل الكيميائيين الذين ساهموا في الانتقال من الخيمياء إلى الكيمياء الصناعية الحديثة. ففي عام 1625، اكتشف مركب كبريتات الصوديوم (Na₂SO₄) المعروف لاحقًا باسم ملح غلاوبر، وأطلق عليه اسم Sal mirabilis (الملح العجيب) بسبب خصائصه الملينة التي جعلته يُستخدم طبيًا على نطاق واسع حتى القرن العشرين.
في عام 1648، طوّر غلاوبر طرقًا صناعية لإنتاج حمض الهيدروكلوريك وحمض النيتريك من خلال تسخين كلوريد الصوديوم مع حمض الكبريتيك، وهي عملية اعتُبرت لاحقًا من الخطوات الأولى نحو التصنيع الكيميائي المنظم.
كما يُنسب إليه وصف أول حديقة كيميائية (Chemical Garden) في عام 1646، وهي تجربة تعتمد على ترسيب أملاح معدنية في محلول من سيليكات الصوديوم، ما يؤدي إلى تكوين بنيات بلورية تشبه النباتات. وتُستخدم هذه الظاهرة حتى اليوم في تعليم الكيمياء لفهم آليات التنظيم الذاتي والتبلور.
ساهم غلاوبر أيضًا في تأسيس مفهوم المعمل الكيميائي كمكان لإجراء التجارب وتصميم العمليات، ويُنظر إليه كأحد أوائل المهندسين الكيميائيين نظراً لاهتمامه ليس فقط باكتشاف المواد بل أيضاً بتصميم وسائل إنتاجها بشكل قابل للتكرار والتطبيق.

## اقرأ أيضاً
- بازيليوس فالانتينوس
- أندرياس ليبافيوس
- جابر الزائف

## روابط خارجية
- يوهان رودولف غلاوبر على موقع الموسوعة البريطانية (الإنجليزية)